# コンポーネントステレオ

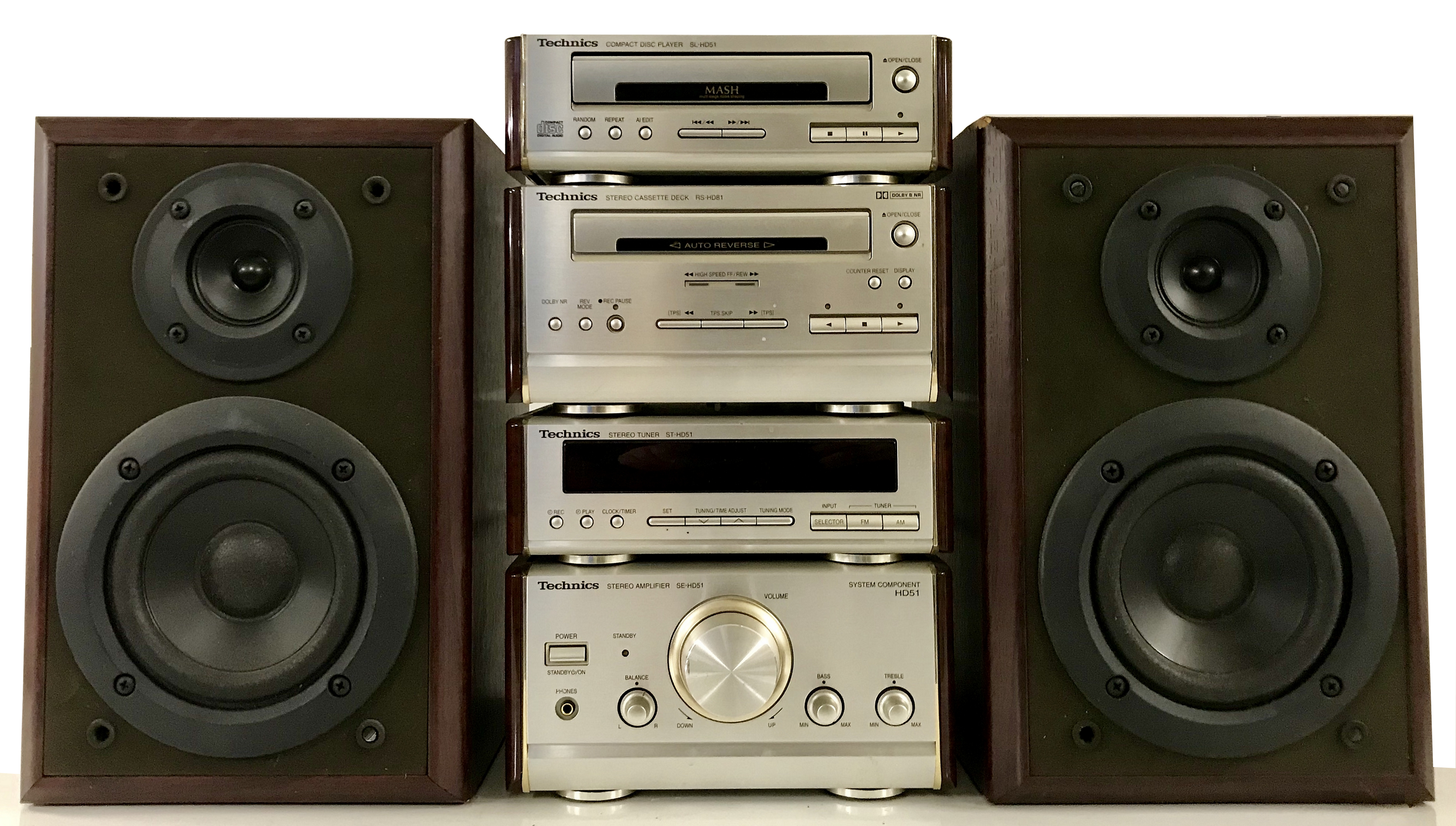
コンポーネントステレオの一例。最初からワンセットになっている例。
画像はTechnicsブランドのSC-HD51。松下電器産業（現・パナソニック）製で、世界市場向け（日本は対象外）。この写真では最上段がCDプレーヤー、2段目が「カセットデッキ」と呼ばれるカセットテープのプレーヤー兼レコーダー、3段目がFMとAMのチューナー、4段目がアンプ。積む順番はユーザの好みで変更出来るが、自重のあるアンプを下段に、軽い機器を上にするのが一般的。

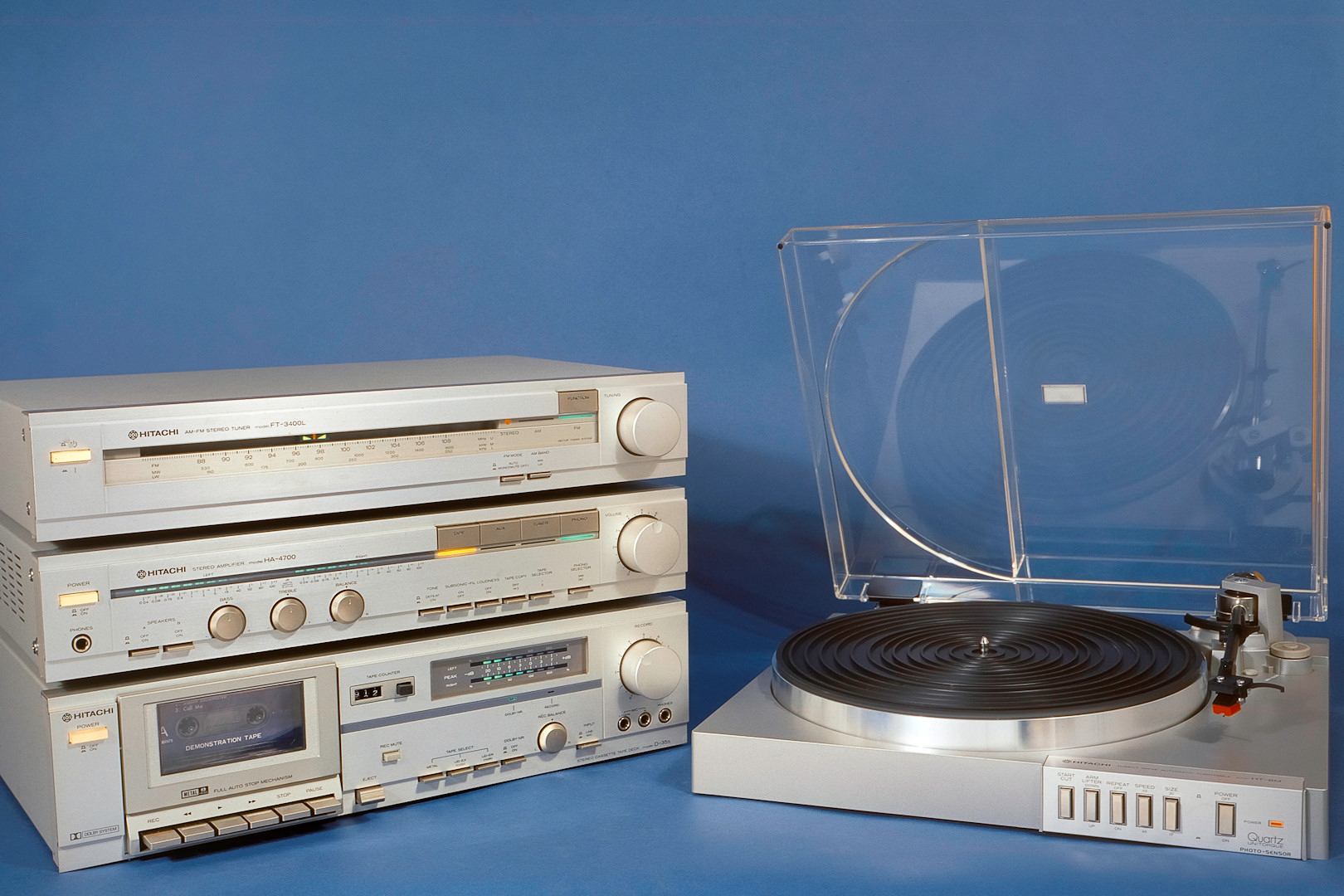
別の例。「フルサイズ」と呼ばれるサイズのユニット群。左側は上から順にチューナー、アンプ、カセットデッキ。右側はレコードプレーヤー。これは日立製の例。（この写真ではスピーカーは写っていない）

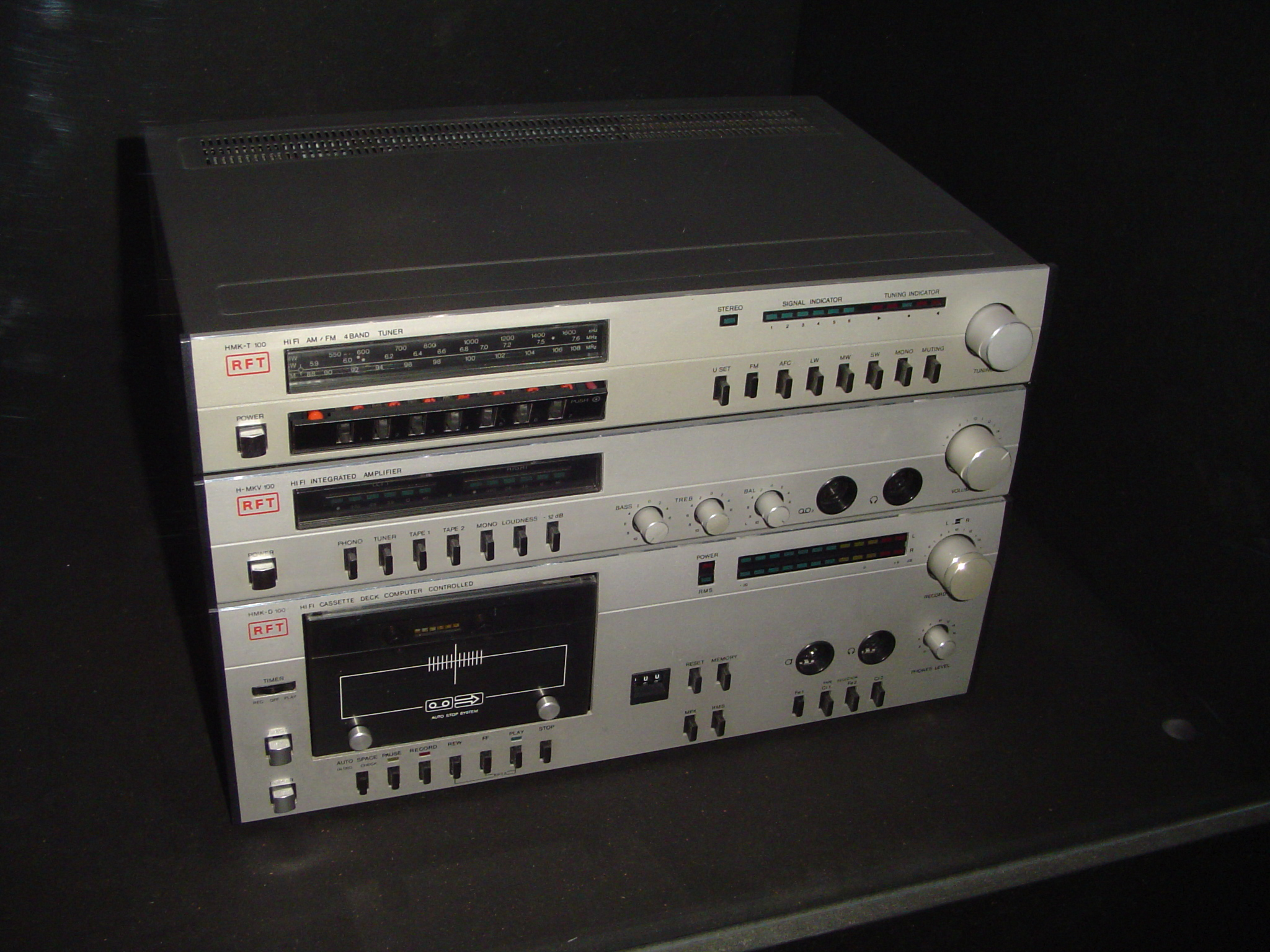
さらに別の例（ドイツ）。東ドイツ側のRFTという製造業者協会の（集団的な）ブランド。

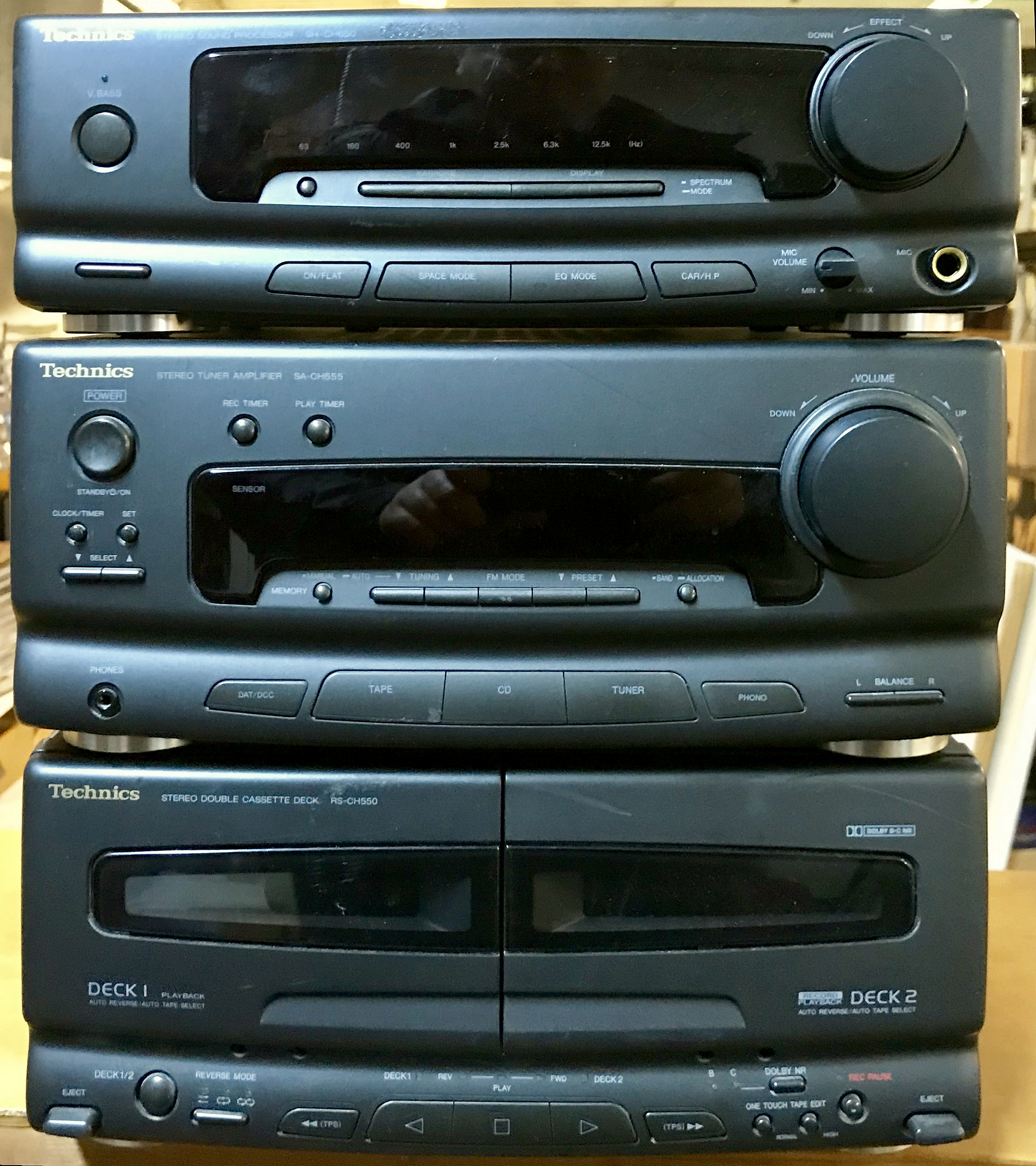
「ミニコンポ」と呼ばれるサイズの例。横幅が小さい。

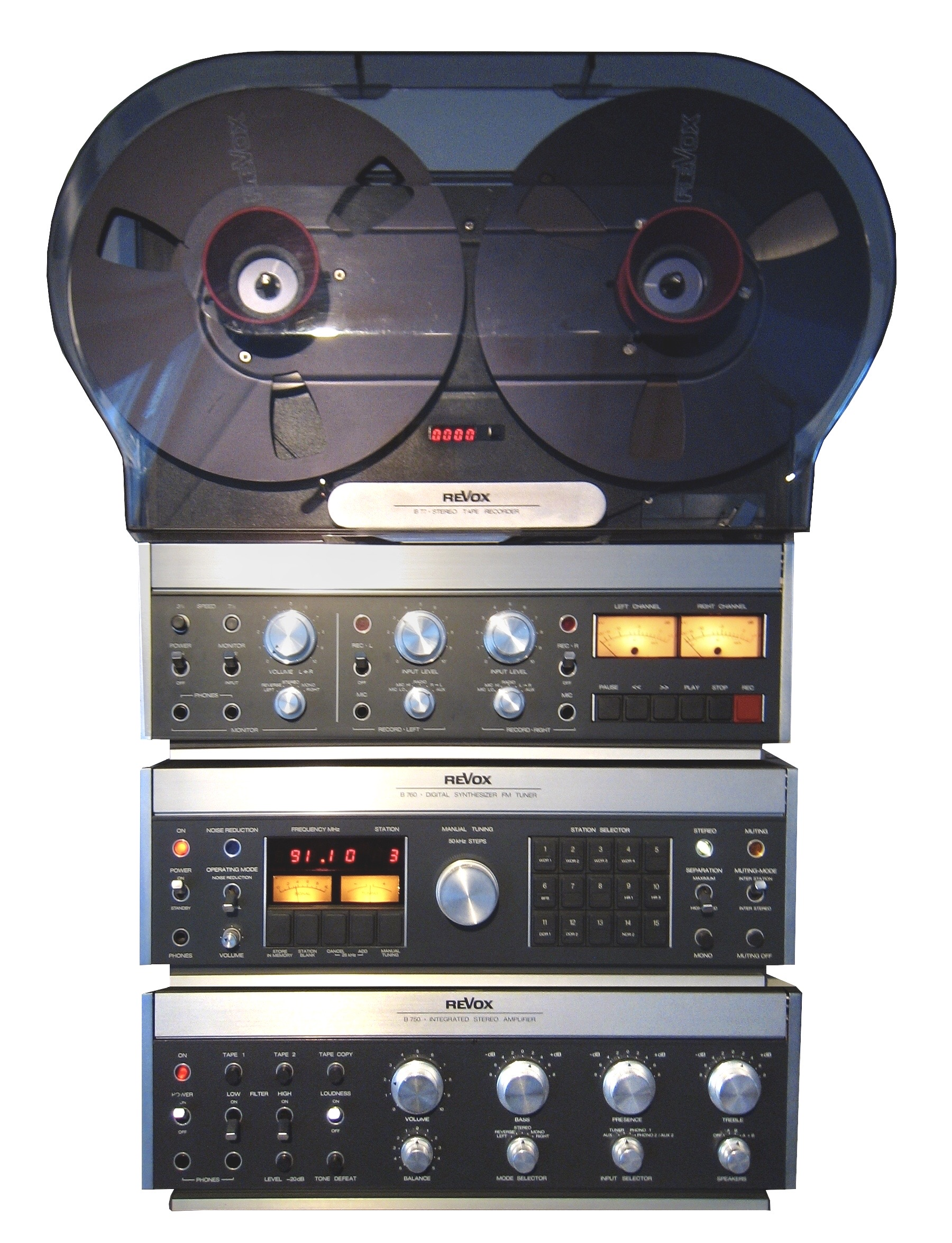
置き方の一例。棚の各段にバラバラに置いた例。特にオープンリールはその上に他のコンポーネントを積み重ねない（られない）のが一般的（スピーカーユニットは離れた場所に置いてあるので写っていない）。
この写真はRevoxブランドのコンポーネント群（スイスのStuder社製）

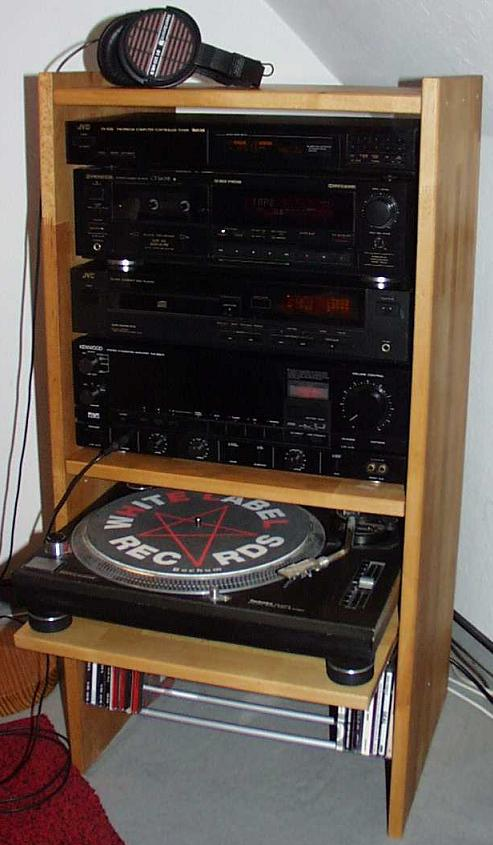
置き方の一例。これはおそらくDIYの棚。レコードプレーヤーの置き方の工夫例。この写真のコンポーネント群は、複数のメーカーのものを組み合わせた例。全てフルサイズを選び、しかも筺体色を意図的に黒色で揃えることで見た目の統一感も実現した例。なお最初からワンセット販売のシステムコンポーネントでは、もっと美麗な棚がメーカー側で用意され別売り方式で販売されることも多々ある（あった）。「今購入すれば（立派な）棚もおつけします」などと、販売推進の材料としても使われた。

コンポーネントステレオ（和製英語: component stereo, 英語: stereo component system）は、スピーカー、アンプ、プレーヤーなどがそれぞれ独立し単体化された形態のステレオ（「複数のコンポーネントで構成されたステレオ方式の音響再生装置」という意味の用語）。略して「コンポ」と呼ばれることもある。
各部分（各コンポーネント）ごとに買い替えて、部分ごとにグレード‐アップが可能である。
コンポーネントステレオの入手方法はいくつかあり、あらかじめメーカー側がコンポーネント群をひと組、ワンセットにして販売している状態のものを入手する方法もあるし、ユーザが各コンポーネントを別々のメーカーから個別に購入して自力で組み合わせて構成する方法もある。なお、コンポーネントステレオのコンポーネントうち、特にアンプ（のコンポーネント）やスピーカーユニットは、自作が可能であり、熱心なオーディアマニアの間では古くから自作が行われており、現在でも行われ続けている。
各コンポーネントは、例えば（基本となる）アンプおよびスピーカー、それに加えて、（各時代ごとの一般的な音響技術（録音媒体）に基づいたメーカー側の判断や、各ユーザの好みなどに応じて）レコードプレーヤー、録音された磁気テープの再生装置、CDプレーヤー、またラジオチューナーなど。
大きさ（サイズ）に関しては、（スピーカーを除いた部分のサイズに関して）業界で「フルサイズ」と習慣的に呼ばれるサイズは、 19インチラック収容の業務用機器に範をとった幅19インチ（482.6mm）、またはここからマウント用の耳の分を除いた幅17インチ（431.8mm）程度の大きさが一般的（ただし操作部が上面にあるなどの理由で積み重ねられることのない機器はこれに当てはまらない）。それに対して、幅を35cm 程度以下とした小型のものは「ミニコンポ」と呼ばれる。コンポーネントステレオの中でも、いわゆるオーディオマニアが購入する高級オーディオ機器の場合は通常、「フルサイズ」である。スペースを余計にとり部屋が狭くなってしまうことを避けることのほうが重要だと判断するユーザは「ミニコンポ」を選ぶ、ということになる。

## システムコンポーネント
システムコンポーネントは、メーカー側で、あらかじめ組み合わせでうまく動作するよう設計されたコンポーネント群で、ワンセットで販売されたコンポーネント群である。「シスコン」と略される。
システムコンポーネントには、コネクタや回路の相性の問題を解消できるというメリットだけでなく、外観デザインにも統一性を持たせることができる、という大きなメリットもあった。部屋に置いた時に、統一感があるかないか、ゴチャゴチャした印象をあたえるどうか、ということはとても重要なことである。
メーカー側としては、シスコンを用意した主たる狙いは、（「賭け」になってしまうような）ユーザ側にとって理不尽な状況をとりのぞくことで、購入者が安心して購入でき、市場のすそ野を広げることが主な目的であるので、比較的低価格な価格設定にもなっていて、人々から大歓迎された。
ユーザー側は、まずシスコンを購入することで、ともかくまともに作動し音楽を聞けるセットを入手することができた。メーカーは最初に設置する時のための（コンポーネントをまたいだ、全体として統一的な）「設置ガイド」の類も用意でき、具体的にどのコンポーネントのどのコネクタからどのケーブルでつなげばいいのかも、具体的な図入りで、統一的に、詳細に掲載することができた。その組み合わせの時にぴったりの長さのケーブルも用意できた。設置ガイド通りにケーブルをつないでゆけば音が出るので、各街のメーカー系列の電気店（メーカー傘下の小さな個人経営の電気店。たとえば当時の「ナショナルショップ」、他にも日立系列、東芝系列等々の小売店など）でも、店主が（たとえオーディオに詳しくなくても）その設置ガイドを読みつつ設置すればよいので、街の電気店の商品として売ることができた。かなりの価格になるものなので、メーカーにとっても、またそうした小さな電気店にとっても、売上・収益に貢献するとても良い商材となった。
オーディオのことやエレクトロニクスのことはさっぱり分からない人でも購入できるようになった。購入したい人は、自分の街の、メーカー系列の電気店に頼めば、商品を持ってきて店主が設置してくれて実際に音が出るようになるところまで責任を持ってくれた。もし、設置時に最初から一度も音が出ない事態になった場合でも、購入者は悪くないという事実は明らかなので、電気屋の店主に音がでるまで何度か努力させるか、それでも駄目なら、そんな役立たずな製品は突き返して金を払わなければよかった（電気店の店主ですら鳴らせられないような代物の責任を、購入者がとる必要はないからである）。音が鳴らない場合の責任の所在がどこにあるかはっきりするようになり、泣き寝入りする必要がなくなり、確実に音が鳴るセットを入手できるようになったので、購入者側は高額商品にもかかわらず、かなり安心して購入できるようになった。
ユーザは、一旦シスコンを購入したら、そのままずっと使い続けてもよかったし、あとは各人の好みやこだわりや必要性に応じて、各コンポーネントをグレードアップしたり追加してもよかった。たとえばスピーカーユニットだけをさらに高性能のものに変更したり、レコードのターンテーブル（プレーヤー）だけを変更したり、あるいはその時代時代で登場する新たなタイプのプレーヤー（たとえばCDプレーヤー、MDプレーヤーなど）を追加することもできた。

## ミニコンポ
システムコンポのブームが一段落した後、さらに一回り小さいミニコンポや、もうひと回り小さい「ミニミニコンポ」が現れた。その後に現れた左右のスピーカーと本体という3ピース構成で、ある種のコンポ以前への先祖返りとも言える構成のオーディオシステムまで含め「ミニコンポ」と今日では全てを含めて総称しており、オールインワンタイプの製品に次ぐ普及帯のオーディオ製品となっている。ミニコンポは一般にシスコンである。2010年代には、システムコンポではなく単品コンポ的なスペックとごく小さな筐体サイズ（CDケース数枚分）という新しいコンセプトの製品が、東和電子（Olasonicブランド）からNANOCOMPOという名前で登場した。